# Biserica reformată din Dej
Biserica Reformată-Calvină din Dej este un monument de arhitectură gotică, situat în piața centrală a municipiului Dej. 
Edificiul a fost construit în stil gotic târziu între anii 1456-1526. 
În anul 1643 a fost ridicat turnul zvelt, înalt de 71 m. 
Codul LMI al monumentului este  CJ-II-m-A-07598.

## Istoric
Încă înainte de 1235 regele Andrei al II-lea al Ungariei a acordat privilegii pentru coloniștii sași din Dej. Aceasta va duce la dezvoltarea orașului, având ca sursă și minele de sare de la Sic și Ocna Dejului, exploatate încă din antichitate.
În aceste condiții de dezvoltare, la mijlocul secolului al XIV-lea călugării augustinieni încep construcția bisericii în stil gotic târziu, cu hramul Sf. Ștefan,  în afara zidurilor medievale ale orașului. 
1453 - este menționată documentar prima dată, în timpul când Voievod al Transilvaniei era Ioan de Hunedoara.
1462 - Ioan de Hunedoara a donat 50 de blocuri de sare bisericii, probabil pentru finanțarea construirii sale.
1489 - regele Matia Corvinul a donat anual parohului 1000 și dascălului 400 de blocuri de sare, donația fiind probabil în legătură cu construcția bisericii
1520 – călugărul Frater Johannes, constructorul Bisericii minoriților de pe Ulița Lupilor din Cluj, execută reboltirea bisericii.
1556 – în timpul Reformei protestante din Transilvania biserica este grav afectată. Capelele bisericii sunt demolate respectiv folosite pe post de magazie. Altarele laterale sunt distruse.
1558 – edificiul devine biserică reformată.
1588 – au loc lucrări de reparație, informație consemnată și pe peretele vestic al edificiului.
1591 – un incendiu puternic mistuie orașul iar biserica suferă grave prejudicii. Ca urmare a acestui cataclism, principele Sigismund Báthory scutește Dejul de impozite pe o perioadă de trei ani.
1602 – trupele generalului Gheorghe Basta devastează biserica, iar patruzeci de ani mai târziu un trăsnet distruge turnul și boltirea.
1612 – locuitorii Dejului extind zidul de fortificație din jurul edificiului de cult.
1642 – au loc noi construcții de reabilitare, după ce bolțile din turn, navă și cor s-au prăbușit în urma unui alt incendiu.
1643 – 1650 – după aceste evenimente nefericite urmează restaurarea bisericii prin donația principelui Gheorghe Rákóczi I, considerat un ocrotitor al bisericii din Dej dar și al credincioșilor protestanți. Tot în acest an meșterul Ioan Àcs ridică turnul bisericii, înalt de 71 de metri, după cum se atestă într-un document din arhiva orașului Dej.
1697 – în urma unui incendiu sunt distruse șarpanta, tavanul și mobilierul din interiorul bisericii.
1706 – biserica este devastată de soldații generalului Tiege tot atunci fiind furat și tezaurul bisericesc îngropat în sacristie.
1726 – este construit tavanul casetat, rămas intact până în zilele noastre.
1720 – 1765 – sunt executate casetele pictate pe galeria orgii.
1752 – renumitul sculptor Dàvid Sipos Kidei execută amvonul din piatră în stilul renașterii transilvănene.
1776 – 1779 – se construiește boltirea barocă a sanctuarului care s-a păstrat până astăzi. Parterul și etajul sacristiei au rămas până în zilele noastre în starea originală.
La sfârșitul secolului al XIX-lea biserica a fost înzestrată cu mobilerul actual.
1884 – 1888 – este demolat zidul medieval și înlocuit cu zidul romantic actual.
1905 – este construită orga de concert.
1960 – exteriorul bisericii este restaurat.
2017 – Parohia Reformată Dej a demarat proiectul de reabilitare și de introducere a bisericii în circuitul turistic. Lucrările au fost finalizate în anul 2021.

## Galerie de imagini

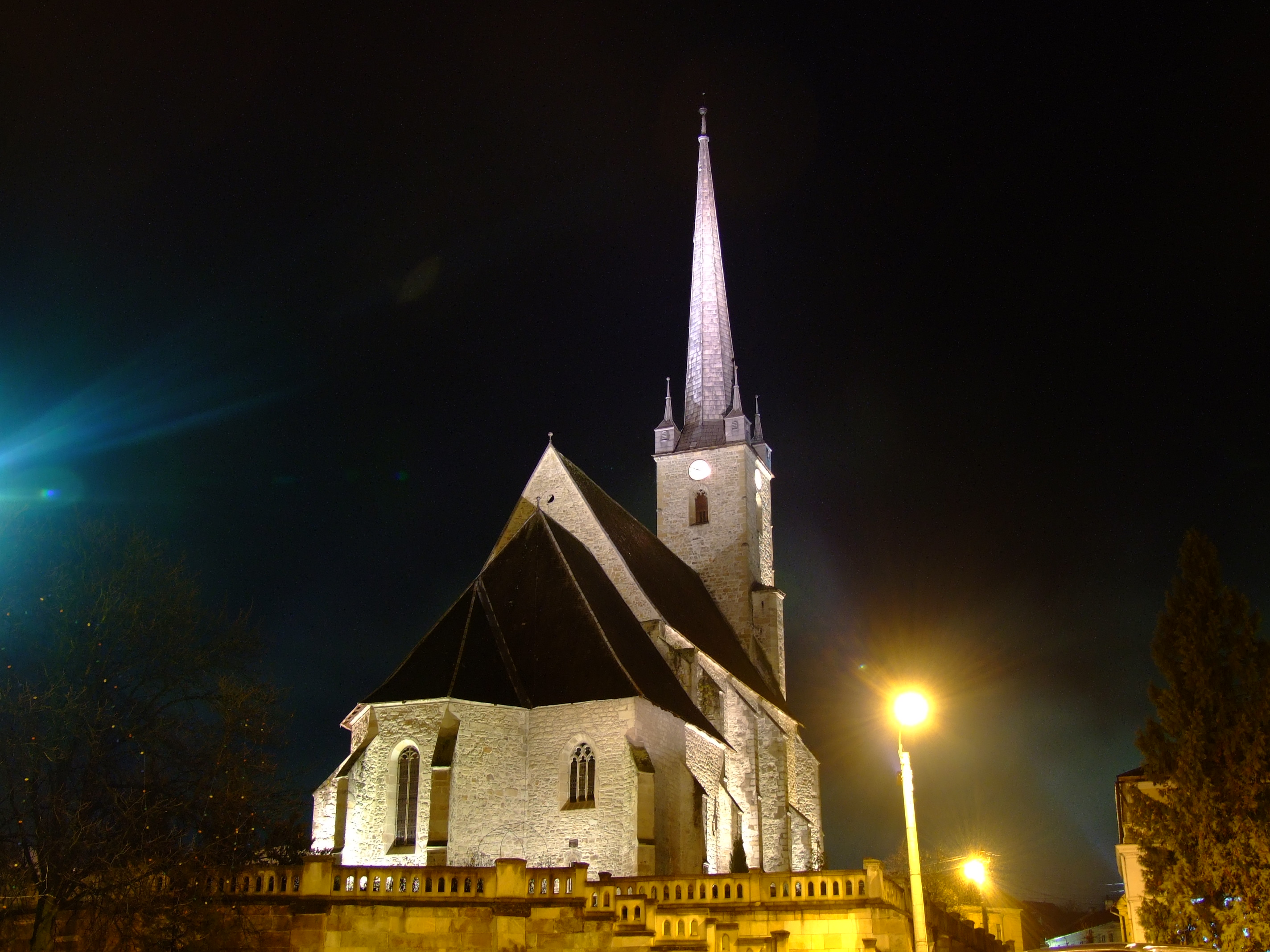